# Lourdes Fernández
Cecilia Lourdes Fernández (Hurlingham, provincia de Buenos Aires; 2 de abril de 1981), conocida artísticamente como Lowrdez, es una cantante, compositora, conductora, bailarina y actriz argentina. Es conocida por formar parte del grupo musical Bandana, siendo ella el único miembro en estar activo en todas las formaciones. Fue conductora del programa Mandinga Tattoo por El canal de la Ciudad.

## Comienzos
Desde muy pequeña había desarrollado un gusto especial por el arte, y gracias a su familia pudo de a poco ir desarrollando su talento. A los 4 años realizó sus primeras apariciones en peñas folclóricas, acompañada de su tío. Cuando tenía 8 años, ingresó a estudiar en el Teatro Colón y participó del Coro de Niños. 
Su primera banda se llamó Terikitungo, donde pudo cantar sus propios temas. Otra de sus bandas fue Seres Humanos.

## Carrera musical

### 1998:RockSport
Durante algunos meses, Lourdes y su banda fueron los responsables de poner música en vivo en el programa de Alejandro Panno, RockSport, que se emitía por la cadena América Sports de CableVisión, convirtiéndose en la primera aparición televisiva de Lourdes antes de que sobreviniera el éxito de PopStars que la lanzara a la popularidad.

### 2001-2004: Bandana
En 2001 Lourdes participó de un reality show llamado Popstars, cuyo fin era formar grupos musicales de pop, quedando seleccionada entre más de 3.500 aspirantes. De ese programa televisivo surgió el grupo musical Bandana, formado por Lourdes, Valeria Gastaldi, Virginia da Cunha, Lissa Vera e Ivonne Guzmán.
En 2001 lanzaron su primer disco Bandana, cuyos temas «Cómo puede ser» y «Maldita noche» alcanzaron las posiciones más altas de las listas de éxitos de varios países.
En 2002 salió el segundo álbum, Noche, en el que se destacaron éxitos como «Llega la noche», «Un demonio», «Necesito tu amor» y «Nadie como yo».
En 2003 lanzaron su tercer y último álbum de estudio Vivir intentando, para promocionar también la película de mismo nombre, donde Lourdes debutó como actriz. El disco contenía grandes éxitos entre los que se destacaban «Sigo dando vueltas», «Hasta el día de hoy» y «¿Qué pasa con vos?».
Finalmente, en 2004 se anunció la separación del grupo y salió un CD/DVD de despedida grabado en vivo, titulado Hasta siempre.

### 2004: Primer álbum de estudio e inicio de carrera solista
En diciembre de 2004 salió a la venta su primer trabajo discográfico Televisivamente, bajo el sello EMI. El disco tuvo tres cortes de difusión, con sus respectivos videoclips: «Televisivamente», «Tengo que volver» y «Hi hi hit (Cenizas en el mar)». Con este disco realizó una gira y estuvo nominada a los Premios Gardel, Premios Clarín y Premios MTV.

### 2007-2010: Segundo álbum solista y el bar Cultura Urbana
En mayo de 2007 Lourdes lanzó su segundo trabajo discográfico (y último bajo el sello EMI) titulado De otro mundo, cuyos sencillos fueron «De otro mundo» y «Yo te hacía bien».
Con su segundo disco también logró una nominación a los Premios Gardel.
En 2010 inauguró su primer bar, Cultura Urbana, en Ramos Mejía (Gran Buenos Aires).

### 2011: Tercer álbum solista y nuevo nombre artístico
Tras la separación del sello EMI, y tras varios rumores de su acuerdo con Sony, finalmente decidió lanzar El orden del kaos de manera independiente y cambiar su nombre artístico por Lowrdez. En una entrevista con la revista Pronto, Fernández explicó el por qué de su nuevo nombre artístico:
«...si me buscabas en Google, salía después de la Virgen de Lourdes, los miles de polirrubros que hay con ese nombre y la hija de Madonna. ¡Recién después venía yo! Y encima ni siquiera aparecía mi nombre completo sino Lourdes de Bandana. Necesitaba un link más directo, y cambié mi nombre».
El 28 de enero de 2011 dio a conocer el primer sencillo, «Aire». En febrero inició una gira por la costa y Rosario promocionando su nuevo material. 
Posteriormente lanzó el videoclip de «Aire». También se filtró en Internet el videoclip del segundo sencillo, «Espiral (Árboles suicidas)» junto a Leo García.

### 2012: ¡UPS! (United Pop Stars)
En 2012 Lourdes formó parte del proyecto ¡UPS! (United Pop Stars) junto a Emanuel N'Taka (excompañero de Lourdes en Popstars), Machito Ponce y King África.

### 2013: Guapas
Junto a Valeria Gastaldi conformó un dúo denominado Guapas por los seguidores, lanzando la canción «Mover tu cama». Hicieron una serie de espectáculos y en una de sus presentaciones tuvieron como artista invitada a Lissa Vera, con quien cantaron la versión que hicieron con Bandana «El poder de los sueños» y «Todo vuelve» de Lowrdez. En otra presentación invitaron a Marcela Morelo, autora de «Un demonio». Otras canciones que cantaron a dúo fueron «Cuando no estas», «Espejos», «En amor arte», «Todo vuelve», «Un demonio» y «Maldita noche» y las versiones de Raffaella Carrà «0303456», «Hay que venir al sur» y «Fiesta». 

### Regreso de Bandana
El 8 de julio de 2016, Bandana regresó de forma Oficial al Teatro Lola Membrives, con Fernández, Virginia da Cunha, Valeria Gastaldi y Lissa Vera. En 2017 se fue Da Cunha y lanzaron un sencillo titulado «Bombón» ft. Wisin el cual fue utilizado como tema de inicio del reality show "Despedida de solteros" de Telefe. El grupo siguió funcionando y desde entonces Fernández es la única que participo de todas las formaciones y etapas a lo largo de los años (Trio Gastaldi, Vera, Fernández 2017 - 2020) (Duo Vera y Fernández 2020 - 2024) (Duo Da Cunha y Fernández 2024 - 2025)

## Discografía

### Álbumes
Como Lourdes
- 2004: Televisivamente
- 2007: De otro mundo

Como Lowrdez
- 2011: El orden del caos
- 2015: Enfado (EP) (Lowrdez, Enfado, Daniel di Nápoli)
- 2015: Enfado Vol. 2 (EP)

### Sencillos
Como artista invitada
- 2012: «Soy un pop star» (¡UPS! (United Pop Stars))
- 2014: «El alma en pie» (Diego Alfonso ft. Lowrdez)
- 2015: «Open up Your Heart» (Barto Mora, Lowrdez)
- 2018: «Déjate llevar» (Modo Avión ft. Lowrdez)

## Premios y nominaciones
| Año  | Premio                      | Categoría                        | Resultado |
| ---- | --------------------------- | -------------------------------- | --------- |
| 2005 | Premios Gardel              | Mejor Álbum Artista Femenina Pop | Nominada  |
| 2005 | Premios MTV                 | Mejor Artista Nuevo Sur          | Nominada  |
| 2005 | Premios Clarín Espectáculos | Artista Revelación               | Nominada  |
| 2006 | Premios Latinos             | Artista Femenina                 | Nominada  |
| 2008 | Premios Gardel              | Mejor Álbum Artista Femenina Pop | Nominada  |